# Praia do Amado
Praia do Amado (vista parcial)
O Amado é uma praia situada junto da localidade da Carrapateira, freguesia da Bordeira no município algarvio de Aljezur, em Portugal. Faz parte do Parque Natural do Sudoeste Alentejano e Costa Vicentina.
É uma praia grande, com areal isolado e tranquilo, que recebe milhares de visitas por ano, não só de turistas de outros países mas também de turistas nacionais. O Amado é muito conhecido pelas suas ondas, de reduzido tamanho quando comparadas com as praias da zona da Ericeira e de Peniche, versáteis e diversificadas, por isso também muito procuradas pelos desportos radicais que proporcionam. Já foi palco de várias provas para principiantes de surf e bodyboard. É uma praia com presença humana ao longo do ano, pois existem escolas de surf e bodyboard para iniciados.
Tem sido usualmente palco de campismo selvagem e caravanismo, o que, dada a ausência de suporte para este tipo de práticas, origina um despejo contínuo de águas cinzentas e de lixo para a zona balnear, pois as necessidades básicas de higiene das pessoas em campismo e caravanismo selvagem são satisfeitas na própria zona balnear (no mar). Por conseguinte, estas práticas selvagens ao longo dos anos têm resultado numa diminuição drástica da fauna e da flora que constituem a extrema beleza natural da praia.
O acesso pode fazer-se por dois locais: a norte, desde a Praia da Bordeira, seguindo para sul através da maravilhosa arriba, numa estrada de terra batida com cerca de 0,5 km. Este pequeno percurso é de uma beleza cénica arrebatadora, principalmente no sítio do Pontal. O outro acesso situa-se a sul da Carrapateira, distando da praia 2 km.